# Gawad Urian Award
De Gawad Urian Award is een Filipijnse filmprijs die sinds 1977 wordt uitgereikt door de Manunuri ng Pelikulang Pilipino (Filipijnse filmcritici). Deze filmprijs wordt beschouwd als een belangrijke filmprijs in de Filipijnen net als zijn Amerikaanse tegenhanger, de New York Film Critics Circle.

## Geschiedenis
De MPP (Manunuri ng Pelikulang Pilipino) werd opgericht op 1 mei 1976 door filmscenaristen en belangrijke schrijvers als een stem van de critici, als tegenhanger van de andere Filipijnse filmprijzen, de FAMAS Awards. De prijzen werden sinds 1977 jaarlijks uitgereikt, behalve in 1988 omdat de leden van MPP vonden dat de Filipijnse films in 1987 kwalitatief niet voldeden.

### Leden
- Rolando Tolentino, voorzitter
- Grace Javier Alfonso
- Butch Francisco
- Mario Hernando
- Bienvenido Lumbera
- Miguel Rapatan
- Benilda Santos
- Nicanor Tiongson
- Tito Genova Valiente
- Lito Zulueta

## Categorieën
De prijs wordt uitgereikt in de volgende categorieën:
- Pinakamahusay na Pelikula (Beste film)
- Pinakamahusay na Direksyon (Beste regie)
- Pinakamahusay na Pangunahing Aktor (Beste acteur)
- Pinakamahusay na Pangunahing Aktres (Beste actrice)
- Pinakamahusay na Pangalawang Aktor (Beste mannelijke bijrol)
- Pinakamahusay na Pangalawang Aktres (Best vrouwelijke bijrol)
- Pinakamahusay na Dulang Pampelikula (Beste scenario)
- Pinakamahusay na Sinematograpiya (Beste cinematografie)
- Pinakamahusay na Disenyong Pamproduksyon (Beste produktieontwerp)
- Pinakamahusay na Editing (Beste montage)
- Pinakamahusay na Musika (Beste muziek)
- Pinakamahusay na Tunog (Beste geluid)
- Pinakamahusay na Maikling Pelikula (Beste korte film)
- Pinakamahusay na Dokyumentaryo (Beste documentaire)